# شهرستان هماشکوریب
شهرستان هماشکوریب یک منطقهٔ مسکونی در سودان است که در کسلا واقع شده‌است.